# Геологічна історія кисню

Приріст O_{2} в атмосфері Землі. Червона і зелена лінії показують діапазон значень, в той час як шкала часу має вимір в мільярди років тому (Ga).
Стадія 1 (3.85–2.45 Ga): Практично немає O_{2} в атмосфері.
Стадія 2 (2.45–1.85 Ga): O_{2} вироблявся, але поглинався океанами і скелями.
Стадія 3 (1.85–0.85 Ga): O_{2} починає виділятися в вигляді газу з океанів, але поглинається поверхнями землі і формує озонний шар.
Стадії 4 і 5 (0.85 Ga–до теперішнього): Поглиначі O_{2} наповнені, газ накопичується.

До виникнення фотосинтезу, в атмосфері Землі не було вільного кисню (O2). Фотосинтезуючі організми прокаріоти, що в процесі життєдіяльності виробляли O2 жили за довго до першого накопичення кисню в атмосфері, можливо вже 3,5 мільярди років тому. Кисень, який вони виробляли, швидко забирався з атмосфери через вивітрювання мінералів, особливо таких що містили залізо. Таке «масове іржавіння» призвело до оксиду заліза на дні океану, утворюючи залізисті кварцити. Кисень почав залишатися в атмосфері в невеликих кількостях лише 50 мільйонів років до початку великої кисневої катастрофи. Така масова оксигенація атмосфери призвела до швидкого накопичення вільного кисню. При теперішніх темпах первинної продукції, сьогоднішня концентрація кисню може вироблятися за допомогою організмів, що здійснюють фотосинтез, за 2 000 років. При відсутності рослин, швидкість оксигенації шляхом фотосинтезу була повільніша в докембрійському періоді, і концентрація O2 сягали менше ніж 10 % сьогоднішніх і ймовірно значно коливалися; кисень міг навіть зникати із атмосфери знову близько 1,9 мільярдів років тому. Такі флуктуації концентрації кисню мало впливали на тодішнє життя, оскільки масового вимирання не зафіксовано до появи складних живих організмів приблизно на початку Кембрійського періоду, 541 мільйонів років тому. Така присутність O2 в атмосфері дала життю нових можливостей. Аеробний метаболізм став більш ефективним ніж анаеробний спосіб, а також наявність кисню однозначно створило нові умови для поширення життя.:214, 586
З початку Кембрійського періоду, концентрація атмосферного кисню змінювалася від 15 % до 35 % від загального об'єму атмосфери. Максимум в 35 % було досягнуто наприкінці Кам'яновугільного періоду (приблизно 300 мільйонів років тому), на це могло вплинути велика кількість комах і амфібій в той час. У часи людської діяльності, такої як спалювання горючих копалин, змінювалася відносна концентрація двоокису вуглецю, в той час як вплив на концентрацію кисню не такий значний.

## Вплив на життя
Накопичення кисню в атмосфері часто вважають можливою причиною при великомасштабних подіях в еволюції живого, таких як поява багатоклітинних організмів і едіакарської фауни, з кембрійським вибухом, тенденціями в змінах розміру тіл тварин, а також з іншими подіями зникнення і появи видів.
Великий розмір комах і амфібій в Кам'яновугільний період, коли концентрацію кисню в атмосфері сягала 35 %, пов'язують із граничною роллю дифузії в метаболізмі цих організмів. Але Холдейн в своєму есе вказує на те, що це буде справедливим лише для комах. Однак, біологічна основа для такої кореляції не є твердо доведеною, і багато ліній доказів показують, що концентрація кисню не є обмежувачем у розмірах сучасних комах. Немає чіткої кореляції між атмосферним киснем і максимальним розміром тіла де-небудь в геологічних літописах. Екологічні обмеження можуть краще пояснити мініатюрний розмір метеликів в пост-кам'яновугільний період — наприклад, поява літаючих конкурентів, таких як птерозаври, птахи і кажани.
Підвищення концентрації кисню називають джерелом різноманітності еволюції, хоча фізіологічні аргументи таких тверджень піддаються сумнівам, і взаємозв'язок між зміною концентрації кисню і темпами еволюції не однозначний. Найбільш відомий факт зв'язку між киснем і еволюцією відбувався наприкінці останнього зледеніння Землі-сніжки, де вперше знайдені залишки складного багатоклітинного життя. В період низької концентрації кисню і до еволюції в фіксації азоту, біологічно-доступні сполуки азоту були в обмеженій кількості і періодичні «азотні кризи» могли вплинути на те що океан був негостинним для життя. Значні концентрації кисню були лише однією з передумов для еволюції складного життя. Моделі, що засновані на уніформіських принципах (тобто екстраполяція динаміки теперішнього океану на глибоке минуле) припускають, що така концентрація була досягнута лише не задовго до першої появи метазою в скам'янілих рештках. Далі, безкисневі або іншими словами хімічно «несприятливі» океанічні умови, які схожі на ті, що перешкоджали макроскопічному життю з інтервалами повторно виникають під час раннього Кембрію, а також в пізньому Крейдяному періоді — без видимого впливу на форми життя того часу. Це дає підставу припускати, що геохімічні свідчення знайдені в океанічних відкладеннях зображають тодішню атмосферу по іншому в докембрійський період — можливо в результаті фундаментально відмінного кругообігу поживних речовин при відсутніх тваринах, що живляться планктоном.